# Phytodietus meridionalis
Phytodietus meridionalis là một loài tò vò trong họ Ichneumonidae.